# David Dennison
David Mathias Dennison (Oberlin, 1900 — 3 de abril de 1976) foi um físico estadunidense.

## Carreira
Em 1927, após o retorno de Dennison da Europa, ele começou sua carreira na Universidade de Michigan até 1976. Otto Laporte chegou a Michigan em 1926, e George Uhlenbeck e Samuel Goudsmit chegaram em 1927. Esses quatro homens formavam uma equipe. no desenvolvimento da física teórica, incluindo a mecânica quântica, por muitos anos. Eles foram trazidos para lá pelo presidente do departamento de física, Harrison McAllister Randall, para desenvolver as capacidades teóricas do departamento.
Dennison foi aluno de Niels Bohr e conheceu Hans Bethe, Wolfgang Pauli e Enrico Fermi antes de se tornarem mundialmente famosos. A maior parte do trabalho de Dennison foi sobre estrutura molecular. Após a descoberta do spin do elétron em 1925 por George Uhlenbeck e Samuel Goudsmit, o calor específico do hidrogênio foi um dos principais problemas não resolvidos. Dennison resolveu esse problema em 1927 postulando que o spin dos prótons não transita com frequência durante as medições. Esta nova teoria concordou precisamente com os experimentos, dado que o spin do próton era 1/2.  Em 1932, Dennison e Uhlenbeck resolveram o problema do "guarda-chuva reversível" de dois mínimos para a posição do nitrogênio na amônia. Esse resultado previu a absorção em comprimentos de onda de micro-ondas, o que inspirou Neal Williams a construir um espectrógrafo molecular de micro-ondas, um dos primeiros já construídos. Durante a Segunda Guerra Mundial, Dennison recebeu uma citação da Marinha dos EUA por seu trabalho com o fusível de proximidade de rádio VT.  Após a guerra, Dennison voltou a trabalhar na estrutura molecular, bem como no projeto do novo síncrotron em Michigan. Com Theodore H. Berlin, ele desenvolveu a teoria das órbitas estáveis em um síncrotron com seções retas, uma característica que logo se tornou padrão na maioria dos grandes síncrotrons. 
O edifício David M. Dennison no campus da Universidade de Michigan foi originalmente nomeado em sua homenagem, mas foi remodelado e renomeado como edifício Weiser (em 2017) devido a uma grande doação em dinheiro de Ron Weiser. O Colloquium Hall do Departamento de Física agora leva o nome de Dennison. Dennison Reef, em Crystal Sound, Antártica também é nomeado em sua homenagem.

## Publicações selecionadas
- Dennison, David M. (1925). «The Molecular Structure and Infra-Red Spectrum of Methane». IOP Publishing. The Astrophysical Journal. 62: 84. Bibcode:1925ApJ....62...84D. ISSN 0004-637X. doi:10.1086/142915. hdl:2027/mdp.39015076333155
- Dennison, David M. (1 de julho de 1926). «The Rotation of Molecules». American Physical Society (APS). Physical Review. 28 (2): 318–333. Bibcode:1926PhRv...28..318D. ISSN 0031-899X. doi:10.1103/physrev.28.318
- Dennison, D. M. (1 de junho de 1927). «A Note on the Specific Heat of the Hydrogen Molecule». The Royal Society. Proceedings of the Royal Society A: Mathematical, Physical and Engineering Sciences. 115 (771): 483–486. Bibcode:1927RSPSA.115..483D. ISSN 1364-5021. doi:10.1098/rspa.1927.0105
- Dennison, David M. (1 de março de 1931). «The Infrared Spectra of Polyatomic Molecules Part I». American Physical Society (APS). Reviews of Modern Physics. 3 (2): 280–345. Bibcode:1931RvMP....3..280D. ISSN 0034-6861. doi:10.1103/revmodphys.3.280
- Dennison, David M. (1 de junho de 1940). «The Infra-Red Spectra of Polyatomic Molecules. Part II». American Physical Society (APS). Reviews of Modern Physics. 12 (3): 175–214. Bibcode:1940RvMP...12..175D. ISSN 0034-6861. doi:10.1103/revmodphys.12.175
- Dennison, David M. (1974). «Recollections of physics and of physicists during the 1920s». American Association of Physics Teachers (AAPT). American Journal of Physics. 42 (12): 1051–1056. Bibcode:1974AmJPh..42.1051D. ISSN 0002-9505. doi:10.1119/1.1987935